# Kenji Takahashi
Kenji Takahashi (født 5. juni 1970) er en tidligere japansk fodboldspiller.
Han har spillet for flere forskellige klubber i sin karriere, herunder Montedio Yamagata.